# Замковище
Замко́вище (укр. Замковище) — историческая местность на севере Киева, которая граничит c Беличьем полем. Расположена в Подольском районе города. Простирается вдоль улиц Белицкой, Замковецкой, Мостицкой и прилегающих к ним улиц и переулков.
В XVII столетии здесь имели своё загородное здание католические Приоры, что и дало название местности и улице Замковецкой.
Согласно одной из гипотез, на территории Замковища во времена Древнерусского государства существовал летописный Ольжин град.